# Lepidodactylus euaensis
Lepidodactylus euaensis este o specie de șopârle din genul Lepidodactylus, familia Gekkonidae, descrisă de W. P. Gibbons și Brown 1988. Conform Catalogue of Life specia Lepidodactylus euaensis nu are subspecii cunoscute.